# Terezijanski kataster
Terezijanski kataster je vrsta davčnega popisa, ki se je uveljavila v habsburških dednih deželah po davčnih reformah v letih 1748-1756, imenovan po takratni vladarici Mariji Tereziji. Napisan je v nemščini. V katastru so bila popisana vsa rustikalna in dominikalna zemljišča, sestavili pa so ga na podlagi zemljiških gospostev. Zemljišč še niso merili, ampak so njihovo velikost okvirno ugotavljali na podlagi velikosti pridelka, ki je temeljil na 6-letnem povprečju. Terezijanski kataster so dopolnjevali z RDA - rektificiranimi dominikalnimi akti, na Slovenskem pa je v veljavi do uvedbe Jožefinskega katastra (1789-90).

## Vsebina Terezijanskega katastra
Terezijanski kataster so sestavili na zemljiških gospostvih, kjer je vsak moral izpolniti enotne tabele BT - Bekenntnistabelle. Zemljiški gospodje so ga izpolnjevali večinoma sami, kmetje pa s pomočjo uradnikov. Kataster nima tlorisnih upodobitev, njegova vsebina pa je razdeljena po zemljiških gospostvih (osnoven vnos v katastru), znotraj tega pa na dominikalne tabele (obrazci A,B,C,D); rustikalne tabele (obrazci E,F,G); ter kalkulacijske tabele. Zemljiška gospostva so morala nastaviti tudi rektificirani urbar, na podlagi katerega je vsak podložnik dobil urbarialno številko, pod katero je bil voden.
- Obrazec A je vseboval podatke o poljih, travnikih, pašnikih, gozdovih v obliki parcele oz. lokacije, velikost pa je bila izražena v donosu.
- Obrazec B je vseboval podatke o dominikalnih vinogradih.
- Obrazec C je vseboval dohodke od voda - poleg ribolova tudi dohodek mlinov, papirnic in fužin.
- Obrazec D je bil urbar (prihodek zemljiškega gospostva od kmetov, ter izdatki)
- Obrazec E je vseboval podatke o kmetijah in kmečki posesti (njive, pašniki, gozdovi), ter podatke o neagradnih poklicih.
- Obrazec F je vseboval kmetove koristi od voda (mlini, kovačije).
- Obrazec G je vseboval vse kmetove obveznosti do drugih zemljiških gospodov (odvetščina, desetina, bera).
- Kalkulacijske tabele so bile nastavljene v enem izvodu za celo zemljiško gospostvo; v njej so bili upoštevani vsi podatki iz drugih tabel, ter primerjava s starim stanjem (zaradi 3-letnega kolobarjenja so uporabljali 6-letni ciklus).

Popisani so bili tudi obrtniki; na Kranjskem pa so ugotavljali donosnost hiš v mestih in trgih.
Letni davek je bil za kmeta 1/60 vrednosti kmetije, za zemljiškega gospoda pa 1/100 vrednosti kmetije. Davek je od podložnikov pobiral zemljiški gospod, ter ga skupaj s svojim davkom plačal deželnim stanovom.
Na Goriškem se oblika Terezijanskega katastra ne uveljavi, saj so tam ozemlja že prej sklenjena v okrožne sodne okraje - jurisdikcije. Parcele v jurisdikcijah so popisali (lastnik, kultura ki se goji, širina/dolžina parcele, sosedje, zemljiško gospostvo kamor sodi), drugi del katastra je vseboval podatke o zemljiških gospostvih, tretji pa popis hiš v vsaki vasi.

## Ohranjenost Terezijanskega katastra po deželah
Veliko gradiva se dandanes nahaja v arhivih v tujini, saj so imele zgodovinske dežele svoje upravne centre izven meja današnje Slovenije.
- Za Kranjsko - v Arhiv Republike Slovenije
- Za Štajersko - v arhivu v Gradcu
- Za Goriško - arhiv v Gorici
- Za Koroško - arhiv v Celovcu